# Centrolene sabini
Centrolene sabini è un anfibio anuro appartenente alla famiglia Centrolenidae, endemico del Parco nazionale di Manu, nel Sud del Perù. È stata localizzata a circa 2.800 metri di altezza, nella foresta e il suo stato di conservazione non è ancora stato oggetto di indagine da parte dell'IUCN.